# Angelique Pettyjohn
Angelique Pettyjohn (nascuda Dorothy Lee Perrins, 11 de març de 1943 – 14 de febrer de 1992) va ser una actriu i reina del burlesque estatunidenca. Va aparèixer com l'esclava Shahna a l'episodi de Star Trek: The Original Series "La timba de Triskelion".

## Carrera d'actuació
Pettyjohn va néixer a Los Angeles, Califòrnia, i es va criar a Salt Lake City, Utah. Les seves primeres aparicions al cinema acreditades van ser l'any 1967 sota el nom d'Angelique. Inclouen The Touch of Her Flesh i The Love Rebellion. La seva gran oportunitat va arribar aquell mateix any a la pel·lícula d'Elvis Presley Clambake.
Pettyjohn va ser una de les gogós a l'escena inicial de la pel·lícula de comèdia L'estranya parella (1968), protagonitzada per Jack Lemmon i Walter Matthau, i també va provar el paper de Nova a El planeta dels simis el mateix any (Linda Harrison va acceptar el paper).
El 1968, Pettyjohn va aparèixer a l'episodi "La timba de Triskelion" de Star Trek: The Original Series com Shahna, la thrall entrenadora del capità James T. Kirk. També va aparèixer en altres sèries de televisió dels anys 60 com ara Mister Terrific; The Green Hornet; Batman; Love, American Style; The Girl from U.N.C.L.E.; i com a agent masculí de CONTROL Charlie Watkins (un "mestre de la disfressa" que és capaç d'aparèixer de manera convincent femenina) en dos episodis de Get Smart: "Smart Fit the Battle of Jericho" i "Pussycats Galore" (1967).
El 1969 va protagonitzar la pel·lícula de terror The Mad Doctor of Blood Island, va aparèixer com Cherry a la pel·lícula de motoristes Hell's Belles, va interpretar un noia del saló del western de Glenn Ford Heaven with a Gun, i va protagonitzar Childish Things, codirigida per John Derek.
Les seves pel·lícules de la dècada de 1970 foren Tell Me That You Love Me, Junie Moon (1970) protagonitzada per Liza Minnelli, la pel·lícula d'explotació de ciència-ficció The Curious Female (1970) i el drama criminal de baix pressupost The GI Executioner (1971) on interpretava a una ballarina en topless. a interpretar a una monja despullada a la pel·lícula de comèdia Good-bye, Cruel World (1983), i va aparèixer en alguns clàssics de culte com The Lost Empire (1983), Repo Man (1984), Biohazard (1985), i la pel·lícula de Mike Jittlov The Wizard of Speed and Time (1989), on va fer d'ajudant d'un executiu de cinema (i va dissenyar el seu propi vestit).
Durant la dècada de 1980, va fer ús de la seva figura corpulenta en pel·lícules per a adults tan hardcore com Titillation (1982), Stalag 69 (1982) i Body Talk (1982) sota el pseudònims Angelique, Heaven St. John, i Angel St. John.

## Burlesque
Durant la dècada de 1970, va treballar com a estrella del burlesque a Las Vegas. El 1970, va aparèixer al Burlesque Show de Barry Ashton al Silver Slipper Gambling Hall and Saloon. Més tard va ser una showgirl destacada al programa Vive Paris Vive a l'Aladdin Hotel. També va aparèixer al Maxim Hotel & Casino Burlesque Show, i el 1978 va fer equip amb Bob Mitchell i Miss Nude Universe a "True Olde Tyme Burlesque" al Joker Club. Robert Scott Hooper la va fotografiar per a la imatge de febrer de 1979 de Playboy "The Girls of Las Vegas". Pettyjohn es va fer força popular a les convencions de Star Trek i el 1979 Hooper la va fotografiar amb la seva disfressa de l'episodi "The Gamesters of Triskelion". Van produir dos pòsters, un amb el seu vestit complet i un altre nu sense el vestit que va vendre a les convencions.

## Mort
El 14 de febrer de 1992, Pettyjohn va morir a Las Vegas, Nevada d'un càncer cervical als 48 anys.

## Filmografia
| Film      | Film                                     | Film                          | Film                                                            |
| Any       | Títol                                    | Paper                         | Notes                                                           |
| --------- | ---------------------------------------- | ----------------------------- | --------------------------------------------------------------- |
| 1959      | Sabaleros                                | Rossa en un insert sexual USA | No acreditada                                                   |
| 1961      | The Phantom Planet                       | Jurat                         | No acreditada                                                   |
| 1967      | Hotel                                    | 1a Stripper                   | No acreditada                                                   |
| 1967      | The Cool Ones                            | Noia a l'equip de Tony        | No acreditada                                                   |
| 1967      | The Touch of Her Flesh                   | Claudia Jennings              |                                                                 |
| 1967      | A Guide for the Married Man              | Noia a Wilshire Blvd.         | No acreditada                                                   |
| 1967      | Rough Night in Jericho                   | Dama de la nit                | No acreditada                                                   |
| 1967      | Clambake                                 | Gloria                        |                                                                 |
| 1967      | The Love Rebellion                       | Pam Carpenter                 |                                                                 |
| 1967      | Professor Lust                           |                               |                                                                 |
| 1968      | L'estranya parella                       | Gogó                          | No acreditada                                                   |
| 1968      | For Singles Only                         | Buscadora a l’apartament      | No acreditada                                                   |
| 1968      | Where Were You When the Lights Went Out? | Noia                          | No acreditada                                                   |
| 1968      | The Curse of Her Flesh                   | Claudia Jennings – Flashback  | No acreditada                                                   |
| 1968      | The Mad Doctor of Blood Island           | Sheila Willard                |                                                                 |
| 1968      | Cargo of Love                            | Prostituta                    | No acreditada                                                   |
| 1969      | Hell's Belles                            | Cherry                        |                                                                 |
| 1969      | Heaven with a Gun                        | Emily                         |                                                                 |
| 1969      | Childish Things                          | Angelique                     |                                                                 |
| 1969      | The Love God?                            | Model                         | No acreditada                                                   |
| 1970      | Tell Me That You Love Me, Junie Moon     | Melissa                       |                                                                 |
| 1970      | The Curious Female                       | Susan Rome                    |                                                                 |
| 1970      | Up Your Teddy Bear                       | Miss Honeysuckle              |                                                                 |
| 1971      | The G.I. Executioner                     | Bonnie                        |                                                                 |
| 1979      | Going in Style                           | Dona a la taula               | No acreditada                                                   |
| 1982      | Titillation                              | Brenda Weeks                  |                                                                 |
| 1982      | Stalag 69                                | Nazi Interrogator             |                                                                 |
| 1983      | Good-bye, Cruel World                    | Monja stripper                |                                                                 |
| 1984      | Repo Man                                 | Repo Wife #2                  |                                                                 |
| 1984      | The Lost Empire                          | Whiplash                      |                                                                 |
| 1984      | Body Talk                                | Cassie                        |                                                                 |
| 1985      | Biohazard                                | Lisa Martyn                   |                                                                 |
| 1988      | The Wizard of Speed and Time             | Dora Belair                   |                                                                 |
| Televisió |                                          |                               |                                                                 |
| Any       | Títol                                    | Paper                         | Notes                                                           |
| 1967      | Superagent 86                            | Charlie Watkins               | Episodis: "Smart Fit the Battle of Jericho", "Pussycats Galore" |
| 1968      | Star Trek: The Original Series           | Shahna                        | Episodi: "La timba de Triskelion"                               |